# 龍門 (舊金山)
龍門（英語：Dragon Gate）是一座位於美國加利福尼亚州舊金山唐人街都板街（格兰特大道）和布什街（Bush Street）交匯處的牌坊，被視為標誌旧金山唐人街的南區主入口。該碑樓是中華民國政府（臺灣）於1969年所贈予的禮物，其建築外觀採用傳統中國建築的風格，當前已成唐人街的主要地標之一。

## 歷史
早於1915年，在舊金山所舉辦的巴拿马万国博览会的中國館就曾設置一座臨時牌坊為主要特色。後在1941年期間，唐人街曾因籌集資金應援當時中日戰爭的戰爭救濟金，街上舉辦蓋飯派對及慶祝活動。在格蘭特街對面豎立了一個臨時的「御龍門」作為主舉辦地。該活動在先前也曾於1938年和1940年舉行。到了1943年3月期間，唐人街也曾因歡迎宋美齡的到訪，在街道上豎立了幾個臨時的「勝利牌坊」。

### 建設沿革
1953年，在中華人民共和國加入朝鲜战争，使得美國對中華人民共和國進口產品實施禁運之後，舊金山的中華總商會曾主辦一場關於如何改善唐人街商業的雙語徵文比賽。英語組的冠軍查爾斯·梁（Charles L. Leong）曾在文章中提供自身的建議，也曾建議在布什和格蘭特街口建造一座通向唐人街的牌坊。到了1963年，一份市政報告曾提出了關於市中心區域的一般計劃，指出「布希街以北，格蘭特大道是華埠，對於偶然觀察者和遊客來說是明顯的區域」，確立了在該地點建立辨識性地標的適用性。
1956年，時任市長喬治·克里斯托弗任命的唐人街改善委員會將「設立牌坊」列為首要任務；初始提議包括建立兩個牌坊：一個設置於格蘭特和布希街的華埠，另一個在凱尼街巴巴里海岸紅燈區。並在同年12月展示了兩個設計圖。然而該計畫在1958年推行後，卻因在1961年因資金和材料不足後暫停，計畫因而在1962年被暫時取消。
兩個牌坊的預算（華埠和巴巴里海岸）最初約為5萬美元，但當舊金山藝術委員會否决在巴巴里海岸建立牌坊的提案後，該計畫在1961年的預算減少到3萬5千美元，隨著持續的推廣下，原有的計畫在1963年重啟，並交由陳倫（Lun Chan）、沃利·黃（Worley Wong）、莫頓·雷德（Morton Rader）和皮耶羅·帕特里（Piero Patri）重新設計周圍的行人商場和橋，以接通華埠和北海灘的區域。

### 設計競賽
1967年，接替克里斯托弗的新市長約翰·F·雪萊決定通過贊助一項預算為70,000美元的設計競賽，來激發人們投入設計牌坊的興趣，比賽最後由三名美籍華人組成的團隊贏得，他們是聖馬特奧的建築師克萊頓·李（Clayton Lee）、景觀設計師梅爾文·李（Melvin H. Lee）和約瑟夫·伊（Joseph Yee），該團隊的「龍門」設計是受到中國鄉村建築的啟發。
在該設計競賽中，共有20多名參賽者參加了比賽，評審團由五位建築師組成：托馬斯·多利弗·徹奇、沃利·黃、查理·格里菲斯（Charles Griffith）和 莫頓·雷德，美林·猶（Merrill Jew）則擔任專業顧問。除了克萊頓·李的團隊擔任第一名外，第二名則為羅傑·李（Roger Lee）、達里爾·羅伯森（Daryl Roberson）和尤金·盧（Eugene Lew）的團隊；第三名則是喬治·梅烏（George Meu）。

### 工程與當前狀況
龍門正式的奠基儀式於1967年10月舉行，但直到1968年8月才開始施工。由於需要對現有公用設施進行「大量修改」。因此大門的材料，即120塊手工赭石瓦、屋頂和石獅子是由中華民國政府於1969年製作和捐贈。:252 龍門的建設項目由舊金山資助，費用超過75,000美元，是最初預算35,000美元的兩倍多；公共工程部後來報告的建築合同顯示，龍門的工程由莫羅建築事務所承包作業，其完成成本為90,889.15美元（相當於2021年的672,000美元）。臺灣捐贈的瓷磚價值4.5萬美元。
然而，由於當地惡劣天氣和地下設施搬遷的影響，龍門的施工經常遭到延誤。其結構最後在1969年4月完成，但直到1970年10月18日才投入使用，在開幕典禮中，共舉辦了以1至2英里長（0.80公里）的遊行儀式活動，有約3,000人參加，其中包括大約50名抗議者在譴責當地政府及臺灣政府僅為觀光客設立一道「月亮门」而忽視周圍住房的建設，舊金山的市長約瑟夫·阿利奧托和中華民國副總統嚴家淦:151–152 ，以及舊金山前市長埃爾默·羅賓遜和雪萊出席了開幕典禮。
1995年，龍門曾進行修復工程，該工程主要作業包括更換屋頂瓦片、升級燈飾、修復破損的台階、安裝扶手以及清潔和油漆等
，2005年，有人曾提議為唐人街的北入口建造第二道大門。

## 建築設計
帶有孫中山銘文的龍門，被認為是中華民國政府對唐人街的「象徵性宣言」，在理查德·尼克松1972年訪問中華人民共和國和中華人民共和國與美國關係增進之前，中華民國在唐人街具有著巨大的影響力。
像大多數中國禮儀門一樣，龍門有著三個朝南的入口，西侧和东侧的小门为人行道入口，中间为行车道入口。結構由從格蘭特大道兩側人行道立起的石柱支撐，石柱則遵循中國碑樓的標準。相比之下，美國建造的大多數「中國」門檻使用木柱支撐，每個入口都覆蓋有綠色瓷磚，往北沿著格蘭特大道進入唐人街。
三個淺台階通向每個行人入口。每個人行入口在遠離街道的一側都有一尊石獅子。按照中國傳統，一對石獅由一公一母組成。雄獅位於西側入口，右前爪放在珍珠或石頭上，象徵性守衛著建築物。東門的雌獅用左前爪站在一頭幼獅身上，象徵性保護著裡面的主人。門上亦有魚龍，魚象徵繁榮、龍象徵著權力和生育。龍之間是一個球，象徵著地球 。石獅子都是在臺灣鑄造和雕刻的。
每個門戶上方都有四個漢字，都是自右到左閱讀。中央門戶標誌上寫著「天下為公」、兩門牌設有四维八德：東側刻有「忠孝仁愛」、 西側刻有「信義和平」。

## 外部連結
- Davis, Chelsea. . 99% Invisible. January 2016  [2018-03-11]. （原始内容存档于2023-06-01）.
- Quan, Jing.  (Master of Architecture论文). University of Arizona: 115–116. 1994. hdl:10150/555369.